# Coenotephria brevifasciata
Coenotephria brevifasciata là một loài bướm đêm trong họ Geometridae.